# Stefan Körner (Politiker, 1977)
Stefan Körner (* 1977 in Langenhagen) ist ein deutscher Politiker (Bündnis 90/Die Grünen). Er war von 2015 bis 2018 Landesvorsitzender der Grünen in Niedersachsen.

## Leben
Körner legte 1996 in Lehrte sein Abitur ab. Im Anschluss an den Zivildienst studierte er Sozialwissenschaften, beendete sein Studium jedoch ohne Abschluss.
2005 wurde er Mitglied der Grünen in Niedersachsen. Von März 2014 bis 2015 war er Vorsitzender des bündnisgrünen Regionsverbandes Hannover. 
Auf dem Landesparteitag in Stade 2015 war er der einzige Kandidat für die Nachfolge des bisherigen Landesvorsitzenden Jan Haude, nachdem dieser auf eine weitere Amtszeit verzichtet hatte. Von den 165 Delegierten wurde Körner mit insgesamt 119 Ja-Stimmen bei 46 Enthaltungen zum neuen Landesvorsitzenden gewählt. Zum Zeitpunkt seiner Kandidatur war er im Wahlkreisbüro der EU-Abgeordneten Rebecca Harms in Hannover tätig, gab dieses Amt im Zuge seiner erfolgreichen Wahl jedoch auf. Aus dem gleichen Grund gab er ebenso sein Amt als Vorsitzender des Regionsverbandes Hannover auf.